# Інтерпретація (музика)
Інтерпретація — художнє тлумачення музикантом-виконавцем (співаком, інструменталістом, диригентом або камерним ансамблем) музичного твору в процесі його виконання. У широкому сенсі слова інтерпретацією до певної міри є і словесна характеристика твору.
На відміну від просторових мистецтв — живопису, скульптури, архітектури, — музика, існуючи у вигляді нотного запису, потребує акту відтворення, тобто в посередництві виконавця: своє реальне звучання музичний твір знаходить тільки в процесі виконання. Нотний запис фіксує лише поєднання висотних і ритмічних співвідношень звуків; інтонування нотного тексту, розкриття художнього змісту твору є завданням виконавця.

## Історія
Мистецтво інтерпретації, яке передбачає індивідуальний підхід виконавця до твору і наявність у нього власної творчої концепції, виникло в середині XVIII століття і розвивалося в процесі відділення виконавства від композиторської творчості — перетворення його в самостійну професію, оскільки поняття «інтерпретація» має на увазі тлумачення не власних творів, а творів інших авторів.
Значення музиканта-виконавця зросло в XIX столітті: з поступовим поглибленням в музиці індивідуальних рис, з ускладненням її виразних і технічних засобів завдання інтерпретації поступово ускладнювалися. Складалися різні стилі виконання: бароко, рококо, сентименталізм об'єктивно вимагали різних манер виконання. У роки Великої французької революції і наполеонівських воєн публіка замість інтимності переживань надавала перевагу повноті почуттів і яскравій виразності — потребувала виконавця-оратора; стиль героїчного класицизму, що склався у Франції на рубежі XVIII і XIX століть, розвинувся в романтичний стиль: для виконавця-романтика чужий твір до певної міри ставав засобом самовираження.